# 南インド洋管区フランス軍
南インド洋管区フランス軍（みなみインドようかんくフランスぐん、フランス語：Forces armées de la zone sud de l'océan Indien、略称：FAZSOI）は、フランス共和国の海外県であるレユニオンとマヨットに駐留させているフランス軍部隊で、これらを管轄する防衛管区司令部をレユニオンのサン＝ドニにあるランベール兵営（fr:Caserne Lambert）に置いている。

## 編成
南インド洋管区フランス軍は管区司令官の責任下に置かれ、管区司令官はフランス統合参謀総長の直轄下にある。管区部隊は異なる軍種の混成（陸軍、海軍、空軍、国家憲兵隊、適応軍役制度）で構成されている。三軍要員は約1,560人から成り、適応軍役制度兵は約1,000人で、海外勤務の国家憲兵隊員は約1150人が配置されている。

### 陸軍部隊
陸軍は2個部隊が駐屯しており常時850人がいる。第2海兵歩兵落下傘連隊は3個戦闘中隊のうち2個中隊が輪番態勢におかれ、連隊隷下の7個中隊はサン＝ドニのランベール兵営とサン＝ピエールに駐屯し、主にヨーロッパ本土とフアン・デ・ノヴァ島およびレユニオンでの主権確保の任に当たっている。
- 第2海兵歩兵落下傘連隊　在レユニオン、サン＝ピエリ（約600人）
- マヨット外人部隊分遣隊　在マヨット、ザウジ（約250人）

### 海軍部隊
海軍は海軍基地を中心に配置されておりザウジ海軍基地とポール・ド・ラ・ポアント・デ・ギャレの両港に計約430人がいる。
- レユニオン
  - フロレアル級フリゲート × 2隻
  - P400級哨戒艇 × 1隻
  - シャンプラン級戦車揚陸艦 × 1隻
  - 哨戒艇「P681 アルバトロ」
  - 沿岸監視艇「P602 ル・ヴェルドン」
- マヨット
  - 海上憲兵隊の巡視艇 × 2隻
  - 上陸用舟艇（CTM）

### 空軍部隊
空軍は第181空軍基地（ローラン・ギャロス空港）に約280人を詰めさせている。2013年には第181空軍基地は輸送機2機のみの態勢となる予定。
- トランスポルト・アリアンツ C-160戦術輸送機 × 2機
- ユーロコプター AS.555汎用ヘリコプター × 2機

### 国家憲兵隊部隊
レユニオン県憲兵隊は約950人の憲兵を有し、4個中隊（30個班）、1個道路保安隊（自動車配備4個班）、2個機動憲兵小隊、1個調査班、1個山岳憲兵小隊、その他9個隊が配備されている。
マヨット県憲兵隊は196人（内常駐が121人）が配備され、5個領域班、1個調査班、1個船舶班および1個監視介入小隊が置かれている。

### 適応軍役制度兵
適応軍役制度に基づきレユニオンとマヨットには陸軍所属として第4適応軍役連隊（マヨットにはGSMA）が配置されている。これは現地出身である若者の統合を目的としている。

## 任務
領土については主権維持、マヨットにおける不法移民対策、住民への援助（特にハリケーンやチクングニア熱対策）があり、海上ではフランス領南方・南極地域を含む排他的経済水域での違法漁業の取締り、海難救助、不法移民対策がある。航空分野については住民援助が主たる任務となっている。この他に、地域協力の一環としてインド洋委員会や南部アフリカ開発共同体に参加している。